# Mayu Sakai
Mayu Sakai est une écrivain japonaise, née le 7 janvier 1982, elle commença à travailler avec Miho Obana. Elle a travaillé en particulier pour la revue Ribon.
Elle a écrit plusieurs mangas : Rockin' Heaven, Le Syndrome De Peter Pan, Nagatacho Strawberry, Momo et Nine Puzzle.